# 広瀬道貞
広瀬 道貞（ひろせ みちさだ、1934年（昭和9年）11月12日 - ）は、日本のジャーナリスト、実業家。朝日新聞社専務を経てテレビ朝日社長、第13代日本民間放送連盟（民放連）会長などを務めた。

## 来歴・人物
大分県出身。江戸時代の高名な儒学者広瀬淡窓の弟・広瀬久兵衛の子孫で、父は自由民主党衆議院議員、郵政大臣を務めた広瀬正雄。
正雄の二男として生まれ、兄に富士紡績社長の広瀬貞雄、弟に元大分県知事の広瀬勝貞、興銀証券常務の広瀬興貞らがいる。
1958年（昭和33年）慶應義塾大学法学部卒業後、朝日新聞社入社。同期に桑島久男。政治部記者として活躍し、1969年那覇支局長、1981年論説委員、1997年代表取締役専務。
1998年（平成10年）全国朝日放送（現・テレビ朝日）に転じ顧問を経て、代表取締役副社長、1999年代表取締役社長、2005年代表取締役会長兼全社変革推進運動顧問、2007年取締役会長、2008年取締役相談役、2009年顧問。
ほかに朝日放送（現・朝日放送グループホールディングス）社外取締役、日本民間放送連盟会長なども務めた。

### その他役職
- 財団法人放送セキュリティセンター評議員
- 社団法人日本ゴルフトーナメント振興協会理事
- 社団法人全日本シーエム放送連盟相談役
- 財団法人放送番組国際交流センター評議員
- 財団法人海外通信・放送コンサルティング協力理事
- 財団法人民間放送教育協会理事長
- 財団法人電通育英会評議員
- 財団法人2007年ユニバーサル技能五輪国際大会日本組織委員会理事
- 財団法人放送文化基金評議員
- 財団法人文字・活字文化推進機構理事
- 財団法人フォーリン・プレスセンター評議員
- 富士山を世界遺産にする国民会議理事
- 財団法人2005年日本国際博覧会協会評議員
- 財団法人森林文化協会評議員
- 社団法人麻布法人会副会長
- 一般財団法人日本プロゴルフ殿堂理事長[5]。
- 公益財団法人香雪美術館理事

## 映画
- 千年の恋 ひかる源氏物語（2001年）製作
- ホタル（2001年）
- 男たちの大和/YAMATO（2005年）製作総指揮

## 著書
- 『補助金と政権党』朝日新聞社、1981年3月20日。ISBN 4022607920。NDLJP:11951270。
- 『新聞記者という仕事』ぺりかん社、1987年6月30日。ISBN 4831501859。NDLJP:12274271。
- 『自民党―長期支配の構造』岩波書店、1989年3月。ISBN 4000034634 - 石川真澄との共著。
- 『政治とカネ』岩波書店、1989年10月。ISBN 4004300908